# Docalidia viracitas
Docalidia viracitas är en insektsart som beskrevs av Nielson 1996. Docalidia viracitas ingår i släktet Docalidia och familjen dvärgstritar. Inga underarter finns listade i Catalogue of Life.